# Ибар (святой)
Ибар (умер ок. 502 года) — епископ ирландский. День памяти — 23 апреля.
Святой Ибар (Ibar), или Иберий (Iberius), или Ивор (Ivor) был ранним ирландским епископом. Иногда считают, что он был одним из четырёх епископов Ирландии, предшествовавших святому Патрику (см. также о святых Айлбе, Киаране и Деклане), хотя вполне возможно, что они были современниками.
Святой Ибар проповедовал на территории современного графства Уэксфорд, в Лейнстере и Мите, и считается покровителем острова Бекк-Эриу (букв. «Малая Ирландия», совр. Бегерин (Begerin), что в бухте Уэксфорда. Хотя поначалу Ибар святой не был расположен следовать св. Патрику (или его последователям), впоследствии он стал его учеником. По одним сведениям, св. Ибар был хиротонисан во епископа в Риме, по другим его хиротонисал во епископа св. Патрик.  В истории его раннего обучения имеются многие тёмные места, однако он поселился на острове Бегерин, где соорудил келью и молельню. В 'Житии святого Аббана' утверждается, что убежище святого Ибара вскоре было заполнено многочисленными учениками из всех концов Ирландии и что в комментариях к «Календарю Энгуса» упоминаются три тысячи исповедников, которые пошли под окормление св. Ибара. На острове им был основан монастырь Бегг Эйре (Begg Eire). Его племянник, св. Аббан, двенадцатилетним мальчиком прибыл на Бегерин, когда св. Ибар был уже стар и сопровождал его в Рим. Его кончину в хрониках ставят на 23 апреля 500 года. Хотя Бегерин когда-то был островом на севере бухты Уэксфорда, он перестал существовать в середине XIX в. в результате мелиорационных работ. 
В городе Уэксфорде имеется храм, посвящённый св. Ибару.
Мощи святого, почивавшие в обители Бегг Эйре, а также его деревянное скульптурное изображение, во время Реформации привлекли особое внимание её адептов. Они пытались сжечь означенное изображение, привлекавшее внимание многих паломников. Но оно возвращалось невредимым на прежнее место в часовне. 